# Franz Laub (Komponist)
Franz Laub (* 1872 in Laupheim, Württemberg; † 30. April 1945 ebenda) war ein deutscher Musiker und Komponist.

## Leben
Nach Militärmusikerjahren 1904 zum Stadtmusikdirektor der Stadtkapelle Laupheim seiner süddeutschen Heimatstadt Laupheim (bei Ulm) gewählt, entfaltete er dort und als Bundesmusikdirektor des Oberschwäbischen (Blas-)Musikverbandes eine überaus erfolgreiche Tätigkeit. Er hinterließ mehr als vierzig Marschkompositionen, Konzertstücke und Potpourris, darunter den heute noch populären „Hoch-Schwaben-Marsch“.